# Vernierfontaine
Vernierfontaine ist eine französische Gemeinde mit 485 Einwohnern (Stand: 1. Januar 2022) im Département Doubs in der Region Bourgogne-Franche-Comté.

## Geographie
Vernierfontaine liegt auf 724 m über dem Meeresspiegel, sechs Kilometer südwestlich von Valdahon und etwa 25 Kilometer südöstlich der Stadt Besançon (Luftlinie). Das Dorf erstreckt sich im Jura, an aussichtsreicher Lage auf einem leicht nach Norden geneigten Hang auf dem Plateau von Valdahon, dem sogenannten ersten Plateau des Juras, nordöstlich des Talsystems der Loue.
Die Fläche des 13,28 km² großen Gemeindegebiets umfasst einen Abschnitt des französischen Juras. Das gesamte Gebiet wird vom nur schwach reliefierten Hochplateau von Valdahon eingenommen, das durchschnittlich auf 700 m liegt. Es ist überwiegend von Acker- und Wiesland, teils auch von Wald bestanden und steigt gegen Südosten leicht an. Auf der Höhe von Vernierfontaine wird mit 769 m die höchste Erhebung der Gemeinde erreicht. Das Plateau besitzt keine oberirdischen Fließgewässer, weil das Niederschlagswasser im verkarsteten Untergrund versickert. Nach Westen erstreckt sich das Gemeindeareal in das Waldgebiet des Bois de la Bouhard.
Nachbargemeinden von Vernierfontaine sind:
- Fallerans im Norden,
- Étray im Osten,
- Les Premiers Sapins mit Nods im Osten und Chasnans im Süden,
- Lavans-Vuillafans im Süden,
- Voires und Guyans-Durnes im Westen.

## Geschichte
Erstmals urkundlich erwähnt wird Vernierfontaine bereits im 9. Jahrhundert. Im Mittelalter gehörten die Kirche und der Großteil des Dorfes zum Besitz des Klosters Mouthier. Zusammen mit der Franche-Comté gelangte Vernierfontaine mit dem Frieden von Nimwegen 1678 an Frankreich. Seit 1998 ist Vernierfontaine Mitglied des 44 Ortschaften umfassenden Gemeindeverbandes Communauté de communes du Pays de Pierrefontaine-Vercel.
Mit dem 1. Januar 2009 wurde die Arrondissementszugehörigkeit der Gemeinde geändert. Bislang zum Arrondissement Besançon gehörend, kamen alle Gemeinden des Kantons zum Arrondissement Pontarlier.

## Sehenswürdigkeiten

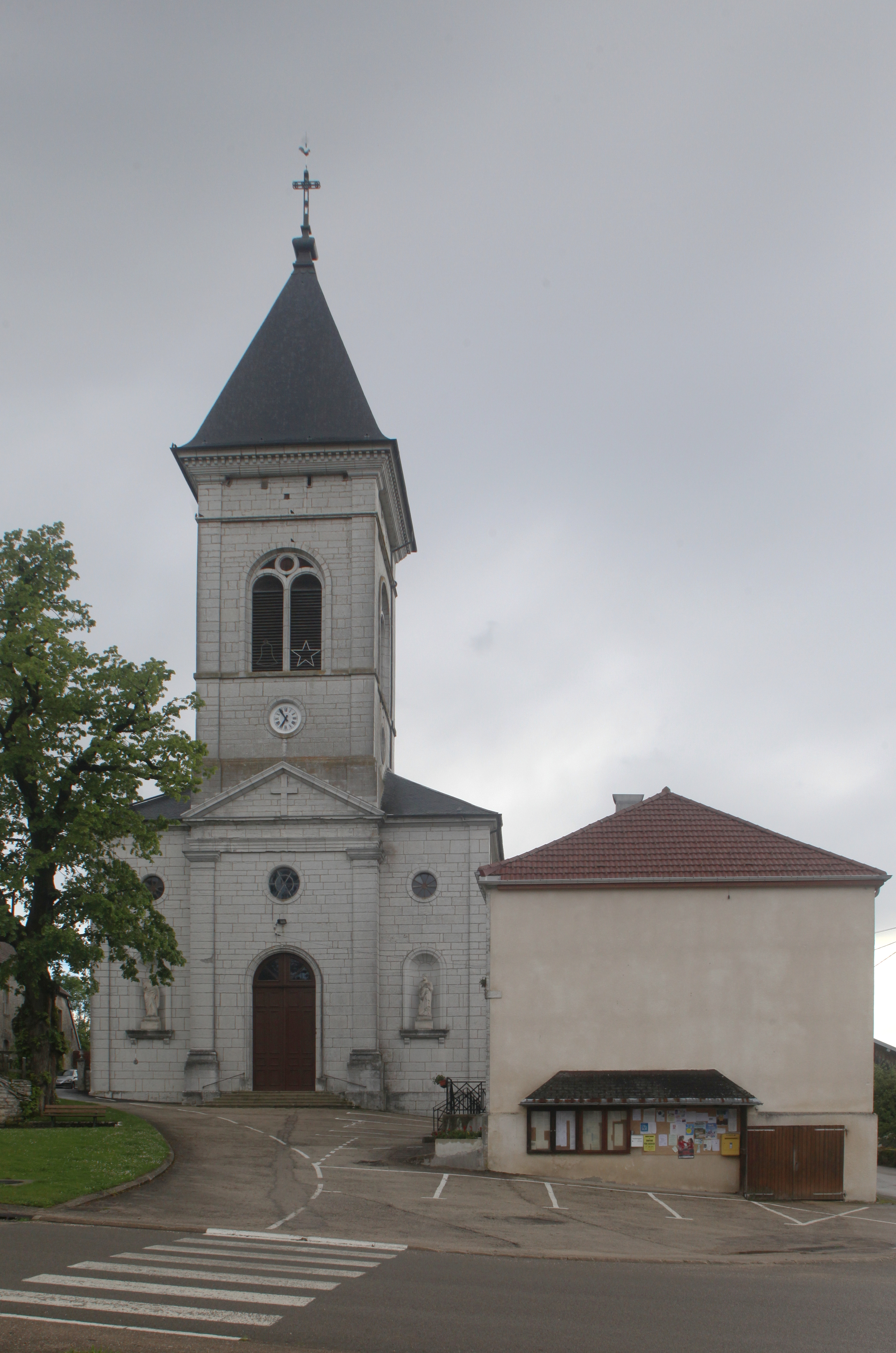
Kirche Saint-André

Die Kirche Saint-André wurde 1868 an der Stelle eines mittelalterlichen Vorgängerbaus errichtet. Der Glockenturm wurde mit einer hohen Zwiebelhaube versehen und maß insgesamt 63 m. Bei notwendigen Reparaturarbeiten im Jahr 1911 wurde er jedoch auf die heutige Größe verkleinert. Im Ortskern sind verschiedene Bauernhäuser im charakteristischen Stil der Franche-Comté aus dem 17. bis 19. Jahrhundert erhalten.

## Bevölkerung
| Jahr                       | 1962 | 1968 | 1975 | 1982 | 1990 | 1999 | 2006 | 2016 |
| Einwohner                  | 354  | 336  | 334  | 308  | 321  | 321  | 397  | 464  |
| Quellen: Cassini und INSEE |      |      |      |      |      |      |      |      |

Mit 485 Einwohnern (1. Januar 2022) gehört Vernierfontaine zu den kleinen Gemeinden des Départements Doubs. Nachdem die Einwohnerzahl in der ersten Hälfte des 20. Jahrhunderts deutlich abgenommen hatte (1891 wurden noch 504 Personen gezählt), wurden seit Beginn der 1970er Jahre nur noch geringe Schwankungen verzeichnet.

## Wirtschaft und Infrastruktur
Vernierfontaine war bis weit ins 20. Jahrhundert hinein ein vorwiegend durch die Landwirtschaft (Ackerbau, Obstbau und Viehzucht) geprägtes Dorf. Daneben gibt es heute einige Betriebe des lokalen Kleingewerbes. Mittlerweile hat sich das Dorf auch zu einer Wohngemeinde gewandelt. Viele Erwerbstätige sind Wegpendler, die in den größeren Ortschaften der Umgebung ihrer Arbeit nachgehen.
Die Ortschaft ist verkehrstechnisch gut erschlossen. Sie liegt nahe der Hauptstraße N57, die von Besançon nach Pontarlier führt. Weitere Straßenverbindungen bestehen mit Valdahon, Étray, Chasnans und Guyans-Durnes.